# مراد آغایف
مراد آغایف (انگلیسی: Murad Agayev؛ زادهٔ ۹ فوریهٔ ۱۹۹۳) بازیکن فوتبال اهل جمهوری آذربایجان است.
از باشگاه‌هایی که در آن بازی کرده‌است می‌توان به باشگاه فوتبال سومقاییت و باشگاه فوتبال آزال باکو اشاره کرد.
وی همچنین در تیم‌های ملی فوتبال تیم ملی فوتبال زیر ۱۹ سال جمهوری آذربایجان و جمهوری آذربایجان بازی کرده‌است.